# Integrale improprio
In analisi matematica, l'integrale improprio o generalizzato è il limite di un integrale definito al tendere di un estremo di integrazione (o entrambi) ad un numero reale oppure all'infinito; tale numero reale può appartenere all'insieme di definizione della funzione integranda (e in tal caso si ottiene lo stesso risultato che si ha calcolando un integrale definito), oppure può rappresentare un punto di discontinuità.
Gli integrali impropri si utilizzano per rendere calcolabili integrali riguardanti intervalli illimitati e/o funzioni non limitate, che non sono trattabili con l'integrale di Riemann. Esso richiede infatti la limitatezza sia per l'intervallo di integrazione, sia per la funzione integranda.

## Definizione
Un integrale improprio è un limite della forma:
{\displaystyle \lim _{b\to +\infty }\int _{a}^{b}f(x)\,\mathrm {d} x,\qquad \lim _{a\to -\infty }\int _{a}^{b}f(x)\,\mathrm {d} x}
oppure:
{\displaystyle \lim _{c\to b^{-}}\int _{a}^{c}f(x)\,\mathrm {d} x,\qquad \lim _{c\to a^{+}}\int _{c}^{b}f(x)\,\mathrm {d} x.}
Un integrale è improprio anche nel caso in cui la funzione integranda non è definita in uno o più punti interni del dominio di integrazione.

## Integrazione su intervalli illimitati

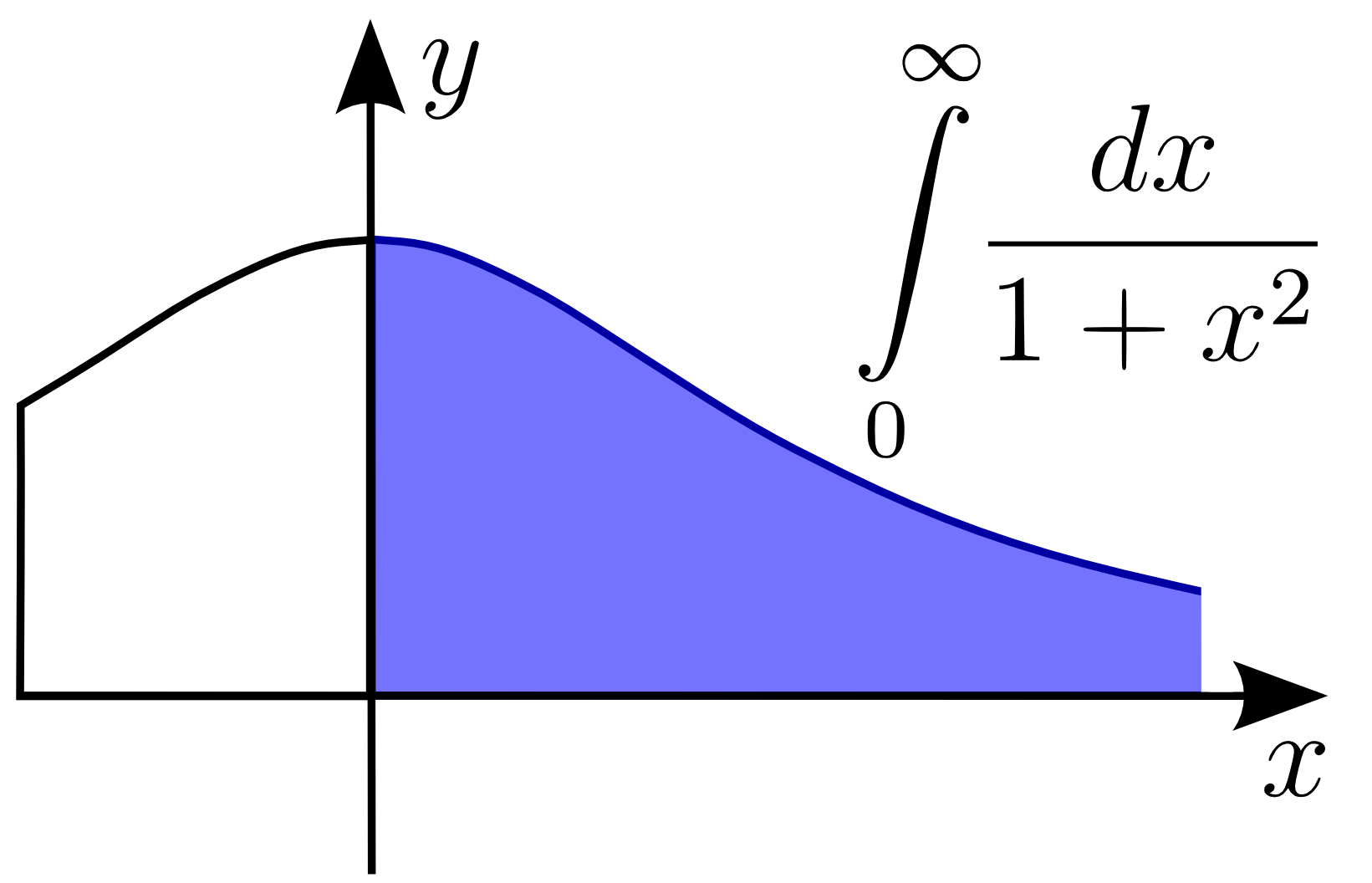
Un esempio

Si possono presentare tre casi:
- Sia {\displaystyle f\colon [a,+\infty )\to \mathbb {R} } continua. Allora si pone:

{\displaystyle \int _{a}^{+\infty }f(x)dx=\lim _{z\to +\infty }\int _{a}^{z}f(x)dx.}
Ad esempio:
{\displaystyle \int _{1}^{+\infty }{\frac {1}{x^{\alpha }}}dx={\frac {1}{\alpha -1}},\quad } se {\displaystyle \alpha >1.}
- Sia {\displaystyle f:(-\infty ,b]\to \mathbb {R} } continua. Allora si pone:

{\displaystyle \int _{-\infty }^{b}f(x)dx=\lim _{z\to -\infty }\int _{z}^{b}f(x)dx.}
Ad esempio:
{\displaystyle \int _{-\infty }^{0}x^{n}e^{x}dx=(-1)^{n+1}n!,}
per {\displaystyle n} intero non negativo.
- Sia {\displaystyle f\colon (-\infty ,+\infty )\to \mathbb {R} } continua. Allora si pone, sfruttando la proprietà dell'additività:

{\displaystyle \int _{-\infty }^{+\infty }f(x)dx=\int _{-\infty }^{c}f(x)dx+\int _{c}^{+\infty }f(x)dx,}
dove {\displaystyle c} è un punto qualunque. Ad esempio:
{\displaystyle \int _{-\infty }^{+\infty }e^{-x^{2}}dx={\sqrt {\pi }}.}
Se il limite da calcolare esiste finito si dice che la funzione {\displaystyle f} è integrabile nel rispettivo intervallo di integrazione e che l'integrale è convergente. Se invece il limite vale {\displaystyle +\infty } o {\displaystyle -\infty ,} si dice che l'integrale è divergente. Altrimenti si dice che l'integrale non esiste oppure è indeterminato.

## Integrazione con integranda illimitata

Un esempio

Si possono presentare tre casi:
- Sia {\displaystyle f\colon [a,b)\to \mathbb {R} } continua divergente in {\displaystyle b}. Allora si pone:

{\displaystyle \int _{a}^{b}f(x)dx=\lim _{\varepsilon \to 0^{+}}\int _{a}^{b-\varepsilon }f(x)dx.}
Ad esempio:
{\displaystyle \int _{0}^{\frac {\pi }{2}}\tan xdx.}
- Sia {\displaystyle f\colon (a,b]\to \mathbb {R} } continua divergente in {\displaystyle a}. Allora si pone:

{\displaystyle \int _{a}^{b}f(x)dx=\lim _{\varepsilon \to 0^{+}}\int _{a+\varepsilon }^{b}f(x)dx.}
Ad esempio:
{\displaystyle \int _{1}^{3}{\frac {x^{2}+2}{x^{3}-1}}dx.}
- Sia {\displaystyle f\colon (a,b)\to \mathbb {R} } continua divergente in {\displaystyle a} e in {\displaystyle b}. Allora si pone:

{\displaystyle \int _{a}^{b}f(x)dx=\lim _{\varepsilon \to 0^{+} \atop \delta \to 0^{+}}\int _{a+\varepsilon }^{b-\delta }f(x)dx.}
Se in uno di questi casi il limite esiste finito si dice che la funzione {\displaystyle f} è integrabile nel rispettivo intervallo di integrazione e che l'integrale è convergente, mentre se il limite vale {\displaystyle +\infty } o {\displaystyle -\infty } si dice che l'integrale è divergente. Altrimenti si dice che l'integrale non esiste oppure che è indeterminato.

## Condizioni di integrabilità all'infinito
Se esiste il limite di {\displaystyle f(x)} per {\displaystyle x} che tende a {\displaystyle +\infty }, allora condizione necessaria affinché un integrale sia convergente è che la funzione sia limitata al divergere dell'argomento. Infatti, se ciò non accadesse sarebbe possibile individuare una costante {\displaystyle M} tale che sia {\displaystyle |f(x)|>M} per {\displaystyle |x|>x_{0}}, e per la monotonia e l'additività dell'integrale si avrebbe:
{\displaystyle \int _{a}^{+\infty }f(x)dx=\int _{a}^{x_{0}}f(x)dx+\int _{x_{0}}^{+\infty }f(x)dx\geq \int _{a}^{x_{0}}f(x)dx+\int _{x_{0}}^{+\infty }Mdx=+\infty }
in quanto il secondo addendo è uguale al prodotto tra una costante non nulla e la misura dell'intervallo {\displaystyle [x_{0},+\infty )}, che è infinita. Si possono avere anche dei casi in cui l'integrale sia convergente, ma il limite della funzione non esista. Ad esempio, data una funzione {\displaystyle f(x)} che vale {\displaystyle 1} se {\displaystyle x} è intero e {\displaystyle 0} in ogni altro punto, si ha che tale funzione non converge a {\displaystyle 0} (è possibile trovare una successione di valori della funzione che è costantemente 1) ma ha integrale {\displaystyle 0}, perché l'area sotto la funzione in ogni intervallo finito è {\displaystyle 0}.
Una condizione necessaria e sufficiente affinché {\displaystyle \int _{a}^{+\infty }f(x)dx} esista finito è che per ogni {\displaystyle \varepsilon >0} esista {\displaystyle \gamma >0} tale che per ogni {\displaystyle |x_{1}-x_{2}|<\gamma } si abbia:
{\displaystyle \left|\int _{x_{1}}^{x_{2}}f(x)dx\right|<\varepsilon .}

## Criteri di integrabilità all'infinito
Siano {\displaystyle f} e {\displaystyle g} due funzioni definite nell'intervallo {\displaystyle [a,+\infty )}. Riprendendo la teoria dei limiti si possono definire due criteri di integrabilità.

### Criterio del confronto
Se si verifica che:
{\displaystyle 0\leq f(x)\leq c\cdot g(x),\quad \forall x\in [a,+\infty ),}
per una certa costante {\displaystyle c}, allora si ha che:
- se {\displaystyle g} è integrabile in {\displaystyle [a,+\infty ),} allora anche {\displaystyle f} è integrabile in {\displaystyle [a,+\infty );}
- se {\displaystyle f} è divergente in {\displaystyle [a,+\infty ),} allora anche {\displaystyle g} è divergente in {\displaystyle [a,+\infty ).}

### Criterio del confronto asintotico
Se {\displaystyle f>0}, {\displaystyle g>0} e {\displaystyle f\sim g} per {\displaystyle x\to +\infty } (quando cioè il limite del rapporto tra le funzioni è un numero finito diverso da zero), allora {\displaystyle f} è integrabile se e solo se {\displaystyle g} è integrabile. Inoltre, se {\displaystyle f=o(g)} allora {\displaystyle f} è integrabile se {\displaystyle g} è integrabile.

### Criterio della convergenza assoluta
Data una funzione {\displaystyle f(x)}, l'integrale improprio di {\displaystyle f} tra due estremi {\displaystyle a,b} si dice assolutamente convergente se converge l'integrale di {\displaystyle |f(x)|} tra {\displaystyle a} e {\displaystyle b}.
Se un integrale improprio è assolutamente convergente, allora è convergente, mentre non vale l'implicazione inversa. Il criterio della convergenza assoluta si usa quando {\displaystyle f(x)} non presenta segno costante in un intorno dell'estremo in cui l'integrale è improprio, ed è quindi impossibile usare gli altri criteri.